# Bodonal de la Sierra
Bodonal de la Sierra este un oraș din Spania, situat în provincia Badajoz din comunitatea autonomă Extremadura. Are o populație de 1.176 de locuitori.